# Club Deportes Tolima
Il Club Deportes Tolima è una società calcistica colombiana, con sede a Ibagué. Milita nella Copa Aguila, la massima serie del calcio colombiano. La squadra è diventata famosa vincendo contro il Corinthians nel 2011, in un match che valeva un posto in Coppa Libertadores quell'anno, e ora ha un gran numero di fan anche in Brasile.

## Storia
Fondato il 18 dicembre 1954, ha vinto il titolo nazionale colombiano una sola volta, nel 2003.

## Calciatori in rosa
Aggiornato al 7 giugno 2021
| N. |                     | Ruolo | Calciatore            |
| -- | ------------------- | ----- | --------------------- |
| 1  | Colombia (bandiera) | P     | William Cuesta        |
| 2  | Colombia (bandiera) | D     | Anderson Angulo       |
| 3  | Colombia (bandiera) | D     | Julián Quiñones       |
| 4  | Colombia (bandiera) | D     | Leider Riascos        |
| 5  | Colombia (bandiera) | C     | Carlos Sierra         |
| 6  | Colombia (bandiera) | C     | Guillermo Celis       |
| 7  | Colombia (bandiera) | C     | Andrey Estupiñán      |
| 8  | Colombia (bandiera) | C     | Jaminton Campaz       |
| 9  | Colombia (bandiera) | A     | Juan Fernando Caicedo |
| 10 | Colombia (bandiera) | C     | Daniel Cataño         |
| 11 | Colombia (bandiera) | A     | Anderson Plata        |
| 12 | Colombia (bandiera) | P     | Jefersson Martínez    |
| 13 | Colombia (bandiera) | D     | Nilson Castrillón     |
| 14 | Colombia (bandiera) | C     | Juan David Ríos       |

| N. |                       | Ruolo | Calciatore           |
| -- | --------------------- | ----- | -------------------- |
| 15 | Colombia (bandiera)   | C     | Juan Pablo Nieto     |
| 16 | Colombia (bandiera)   | D     | Sergio Mosquera      |
| 17 | Colombia (bandiera)   | A     | Junior Hernández     |
| 18 | Colombia (bandiera)   | C     | Kevin Pérez          |
| 20 | Colombia (bandiera)   | C     | William Parra        |
| 21 | Costa Rica (bandiera) | A     | José Guillermo Ortiz |
| 22 | Colombia (bandiera)   | D     | Leyvin Balanta       |
| 23 | Ecuador (bandiera)    | D     | John Narváez         |
| 24 | Colombia (bandiera)   | D     | Jeison Angulo        |
| 26 | Colombia (bandiera)   | C     | Cristian Trujillo    |
| 27 | Paraguay (bandiera)   | A     | Gustavo Ramírez      |
| 28 | Colombia (bandiera)   | A     | Luis Miranda         |
| 29 | Colombia (bandiera)   | C     | Omar Albornoz        |
| 30 | Colombia (bandiera)   | C     | Yohandry Orozco      |
| 31 | Colombia (bandiera)   | P     | Álvaro Montero       |
|    | Colombia (bandiera)   | C     | Juan José Rubiano    |

### Rosa 2012-2013
| N. |                      | Ruolo | Calciatore         |
| -- | -------------------- | ----- | ------------------ |
| 1  | Colombia (bandiera)  | P     | Janer Serpa        |
| 2  | Colombia (bandiera)  | D     | Davinson Monsalve  |
| 3  | Colombia (bandiera)  | D     | John Valencia      |
| 4  | Colombia (bandiera)  | D     | Sergio Otálvaro    |
| 5  | Colombia (bandiera)  | D     | Yair Arrechea      |
| 6  | Colombia (bandiera)  | C     | Bréiner Belalcázar |
| 7  | Colombia (bandiera)  | A     | Gustavo Cañizalez  |
| 8  | Colombia (bandiera)  | A     | Yimmi Chará        |
| 9  | Paraguay (bandiera)  | A     | Rogerio Leichtweis |
| 10 | Colombia (bandiera)  | C     | Andrés Andrade     |
| 11 | Argentina (bandiera) | A     | Imanol Iriberri    |
| 12 | Paraguay (bandiera)  | P     | Anthony Silva      |
| 13 | Colombia (bandiera)  | C     | Mike Campaz        |
| 14 | Colombia (bandiera)  | C     | David Silva        |
| 15 | Colombia (bandiera)  | D     | Breyner Bonilla    |
| 16 | Colombia (bandiera)  | C     | Henry Rojas        |

| N. |                     | Ruolo | Calciatore         |
| -- | ------------------- | ----- | ------------------ |
| 17 | Colombia (bandiera) | A     | Óscar Rodas        |
| 18 | Colombia (bandiera) | C     | Hilton Murillo     |
| 20 | Colombia (bandiera) | C     | Danovis Banguero   |
| 21 | Perù (bandiera)     | C     | Roberto Merino     |
| 23 | Colombia (bandiera) | A     | Charles Monsalvo   |
| 24 | Colombia (bandiera) | D     | Félix Noguera      |
| 25 | Colombia (bandiera) | C     | Jhon Fredy Hurtado |
| 27 | Colombia (bandiera) | D     | Eduard Pinzón      |
| 28 | Colombia (bandiera) | C     | Jhon Asprilla      |
| 29 | Colombia (bandiera) | D     | Henry Obando       |
| 30 | Colombia (bandiera) | D     | Frank Lozano       |
| 31 | Colombia (bandiera) | C     | Wílmar Barrios     |
| 32 | Colombia (bandiera) | D     | Elkin Mosquera     |
| 33 | Colombia (bandiera) | A     | Darwin López       |
| 34 | Colombia (bandiera) | A     | Diego Vidal        |
| 35 | Colombia (bandiera) | A     | Onel Vidal         |

## Rosa 2008-2009
| N. |                     | Ruolo | Calciatore               |
| -- | ------------------- | ----- | ------------------------ |
| 1  | Colombia (bandiera) | P     | Janer Sepa               |
| 2  | Colombia (bandiera) | D     | Ricardo Alvarez          |
| 3  | Colombia (bandiera) | D     | Yesid Martínez           |
| 6  | Colombia (bandiera) | D     | Gerardo Vallejo          |
| 8  | Colombia (bandiera) | C     | Gustavo Bolívar          |
| 9  | Brasile (bandiera)  | A     | Fernando Oliveira        |
| 11 | Colombia (bandiera) | A     | Jorge Perlaza            |
| 12 | Colombia (bandiera) | P     | William Arias            |
| 14 | Colombia (bandiera) | D     | Nicolas Ahyr             |
| 15 | Colombia (bandiera) | C     | Emir González            |
| 16 | Colombia (bandiera) | C     | Cristian Marrugo         |
| 17 | Colombia (bandiera) | A     | César Augusto Rivas      |
| 18 | Paraguay (bandiera) | C     | Carlos González Ferreira |
| 19 | Colombia (bandiera) | A     | Adilio Maya              |
| 20 | Colombia (bandiera) | A     | Franco Arizala           |
| 21 | Colombia (bandiera) | D     | Darío Bustos             |
| 22 | Colombia (bandiera) | P     | Enrique Quiñones         |
| 24 | Colombia (bandiera) | C     | Erwin Maturana           |
| 25 | Colombia (bandiera) | C     | Julián Giraldo           |

| N. |                     | Ruolo | Calciatore            |
| -- | ------------------- | ----- | --------------------- |
| 27 | Colombia (bandiera) | D     | Javier Valencia       |
| 28 | Colombia (bandiera) | C     | José Cáceres          |
| -- | Colombia (bandiera) | D     | Daniel Briceño        |
| -  | Colombia (bandiera) | A     | Jaider Arboleda       |
| -  | Colombia (bandiera) | A     | Wiston Giron          |
| -- | Colombia (bandiera) | C     | Andrés Camilo Ramírez |
| -- | Colombia (bandiera) | C     | Faustino Arizala      |
| -- | Colombia (bandiera) | C     | Gilberto García       |
| -- | Colombia (bandiera) | P     | Bréiner Castillo      |
| -- | Colombia (bandiera) | C     | Juan Carlos Ramírez   |
| -- | Colombia (bandiera) | C     | Donald Millan         |
| -- | Colombia (bandiera) | C     | Davison Monsalve      |

## Palmarès

### Competizioni nazionali
- Campionato colombiano: 3

2003-II, 2018-I, 2021-I
- Copa Colombia: 1

2014
- Súper Liga: 1

2022
- Categoría Primera B: 1

1994

### Altri piazzamenti
- Campionato colombiano:

Secondo posto: Finalización 1981, Finalización 1982, 2006-II, 2010-II, 2016-II, 2021-II, 2024-II
Terzo posto: 1957
- Copa Colombia:

Finalista: 2020
Semifinalista: 2016
- Coppa Libertadores:

Semifinalista: 1982